# Événements militaires du mois d'août 1914
Cet article donne la chronologie des événements militaires du mois d'août 1914, premier mois de la Première Guerre mondiale.
Dès les premiers jours du mois, les empires centraux prennent l'initiative de l'offensive. L'Empire allemand tente d'envahir la France à l'ouest en passant par le grand-duché de Luxembourg et le royaume de Belgique, deux nations neutres. La violation du territoire belge amènera l'entrée en guerre du Royaume-Uni et du Commonwealth of Nations. À l'est, l'Empire allemand et son allié austro-hongrois attaquent l'Empire russe tandis que l'Autriche-Hongrie engage aussi ses troupes contre le royaume de Serbie. 

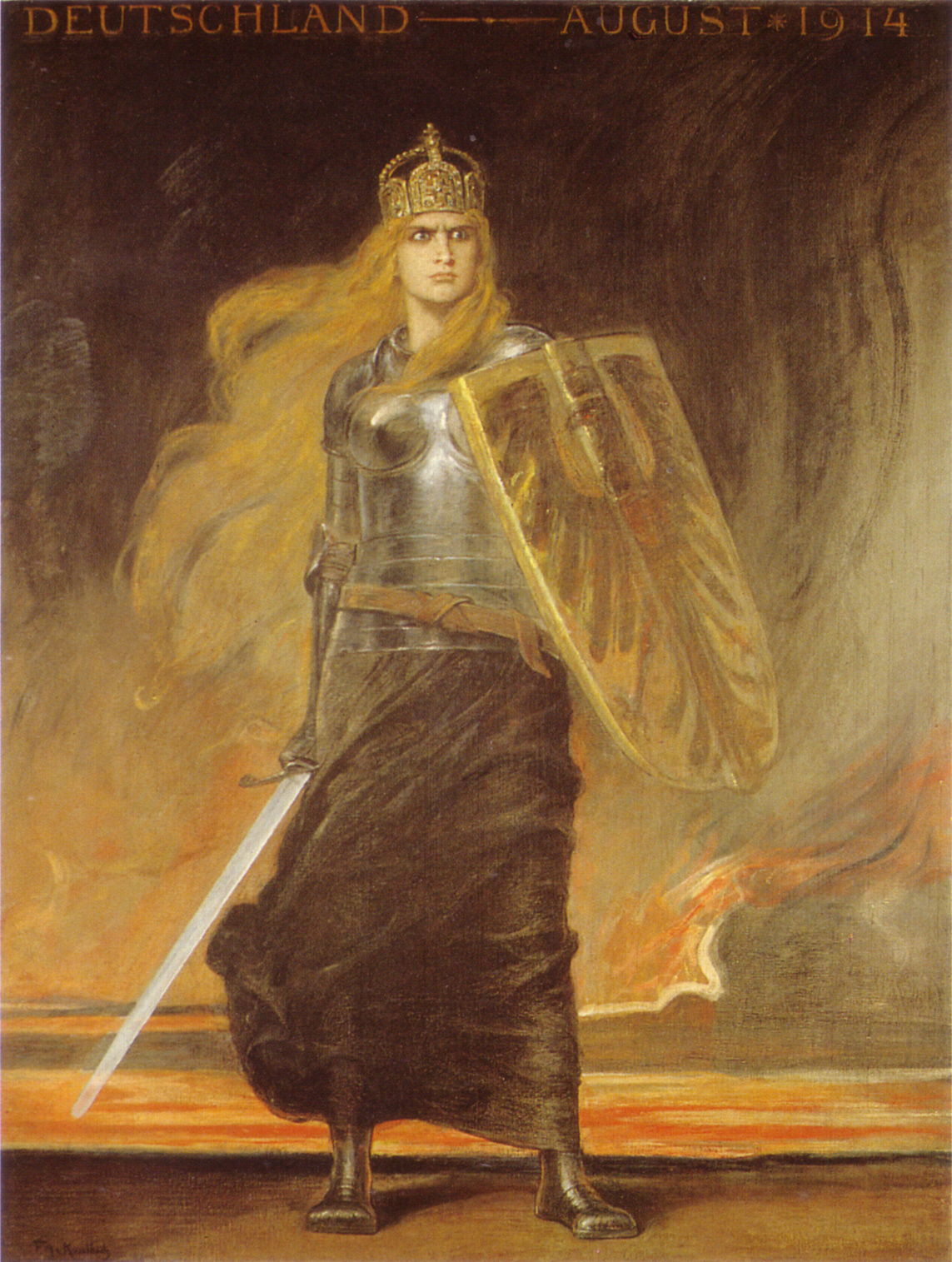
Allégorie de Germania dessinée au déclenchement de la guerre.

## Chronologie générale

### Débuts du conflit (1er-4 août)
- 1er août :
  - L'Empire allemand déclare la guerre à l'Empire russe.
  - Mobilisation générale en France et en Allemagne.
  - La Suisse décrète la mobilisation générale.
- 2 août : 
  - Traité secret d’alliance entre l'Empire ottoman et l’Empire allemand contre la Russie. L’Allemagne protège l’Empire ottoman contre la promesse de l’intervention turque à ses côtés.
  - Invasion allemande du grand-duché de Luxembourg
  - Ultimatum allemand à la Belgique.
  - À la suite de ces deux événements, un conseil des ministres se tient à Londres en fin de journée : le Royaume-Uni réaffirme sa volonté de défendre la neutralité de la Belgique en cas de « violation substantielle » de son territoire. Plus tôt dans la journée, les Britanniques avaient annoncé l'intervention de la Royal Navy dans le cas où la flotte allemande attaquerait les ports français de la Manche. Il n'est toutefois pas encore question d'envoyer des troupes sur le continent.
- 3 août :
  - L'Allemagne déclare la guerre à la France.
  - Premier bombardement aérien de la guerre sur Lunéville.
- 4 août :
  - Le Canada entre dans la Première Guerre mondiale.
  - Les États-Unis proclament leur neutralité dans le conflit européen.
  - Invasion  allemande de la Belgique et du Luxembourg. Les Allemands pénètrent en Belgique près d’Aix-la-Chapelle. Le roi Albert Ier lance un appel à la France et à la Grande-Bretagne.
  - Invasion française de l´Alsace, le général Bonneau prend le ballon d'Alsace
  - Le Royaume-Uni déclare la guerre à l'Allemagne après la violation par le Kaiser de la neutralité belge.
  - Le président français Raymond Poincaré appelle à l'union sacrée à la chambre et au Sénat qui vote les crédits de guerre à l’unanimité.
  - Les députés sociaux-démocrates votent à l’unanimité les crédits de la guerre au Reichstag malgré leurs engagements contre la course aux armements.
- Déclarations de guerre après le 4 août :
  - 6 août : l’Autriche-Hongrie déclare la guerre à la Russie.
  - 11 août : la France déclare la guerre à l’Autriche-Hongrie.
  - 23 août : l'empire du Japon déclare la guerre à l’Empire allemand.

#### Mobilisations
France
Royaume-Uni
Empire russe
Empire allemand
Empire austro-hongrois

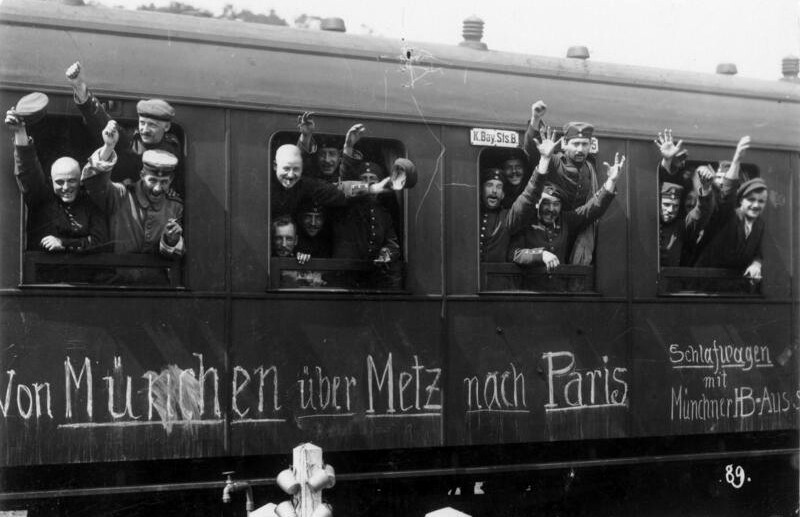
« Nach Paris »: slogan de la mobilisation allemande en août 1914

À la veille de la Première Guerre mondiale, les forces armées austro-hongroises pouvaient aligner 48 divisions d'infanterie et 11 divisions de cavalerie. La marine n'avait qu'une vocation régionale visant à disposer une liberté d'action dans la mer Adriatique. Elle comportait 12 cuirassés, 7 croiseurs 55 torpilleurs et 6 sous-marins. L'aviation, balbutiante ne comprenait qu'une quarantaine d'avions, 85 pilotes et 10 ballons d'observation.

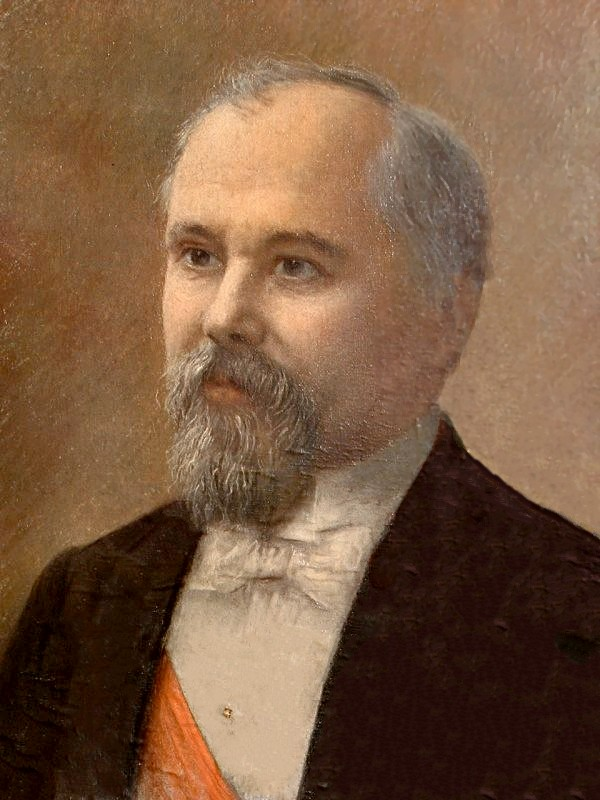
Raymond Poincaré, Président de la République française
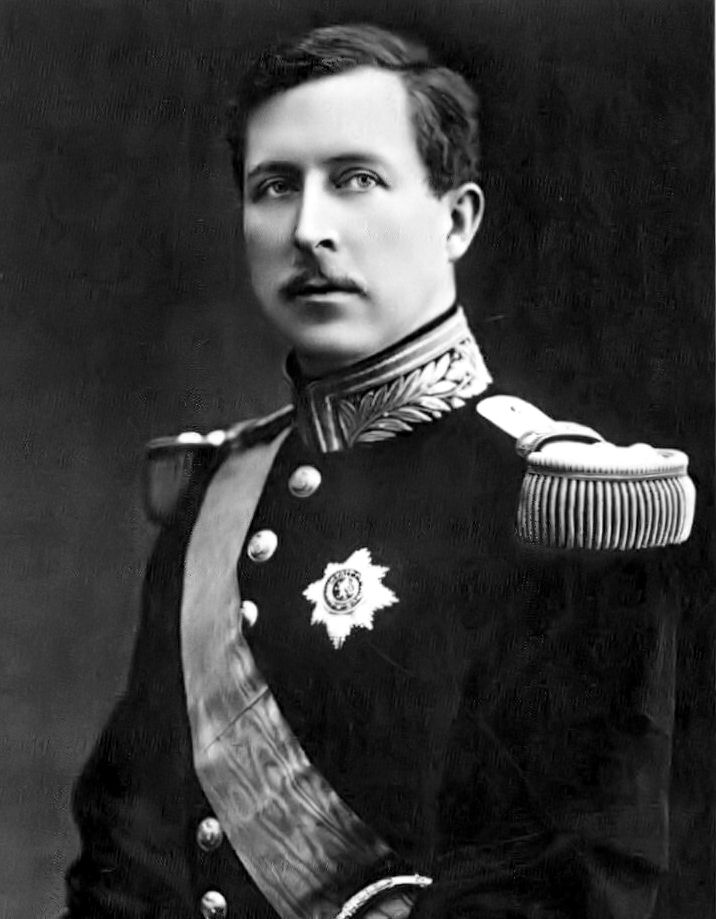
Albert Ier de Belgique
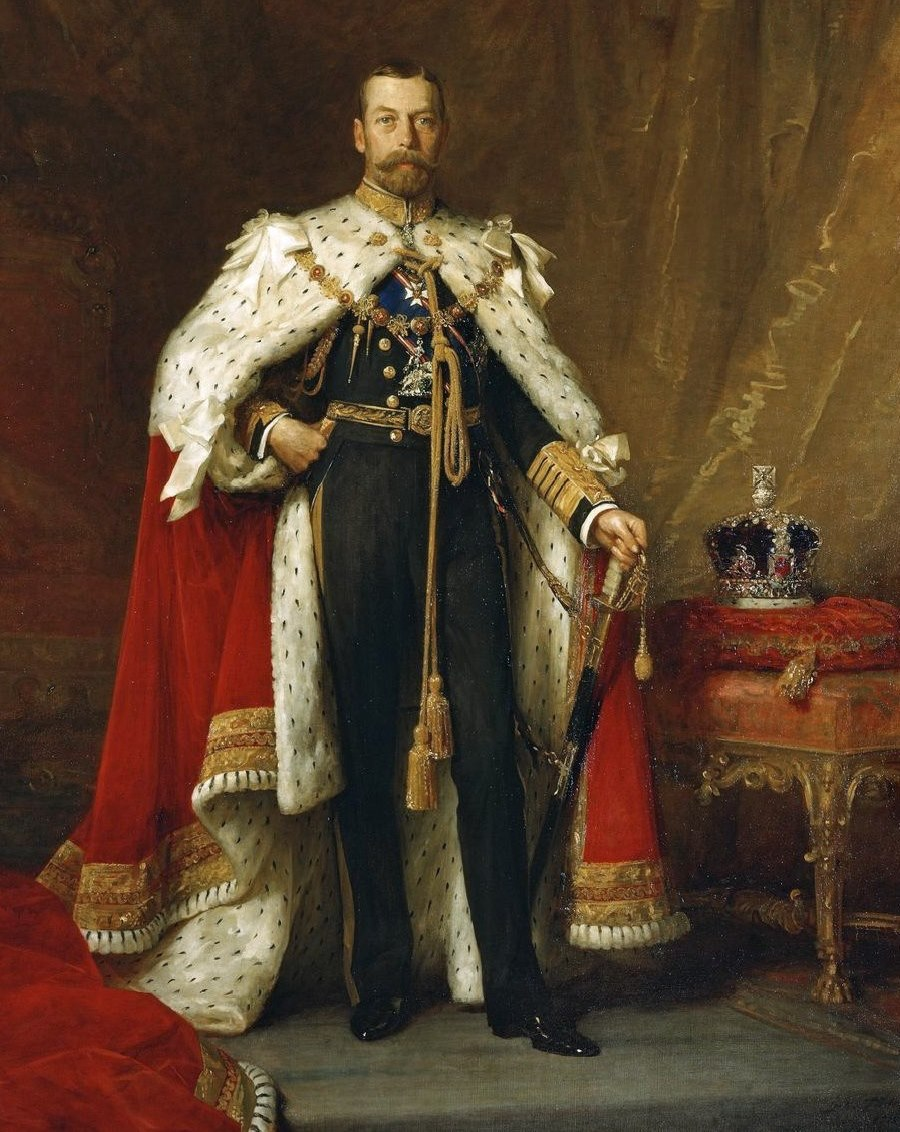
George V du Royaume-Uni
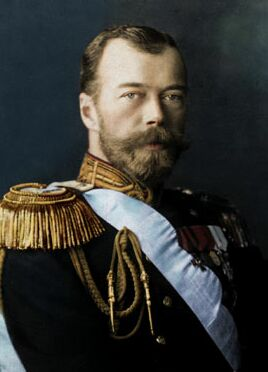
Nicolas II de Russie
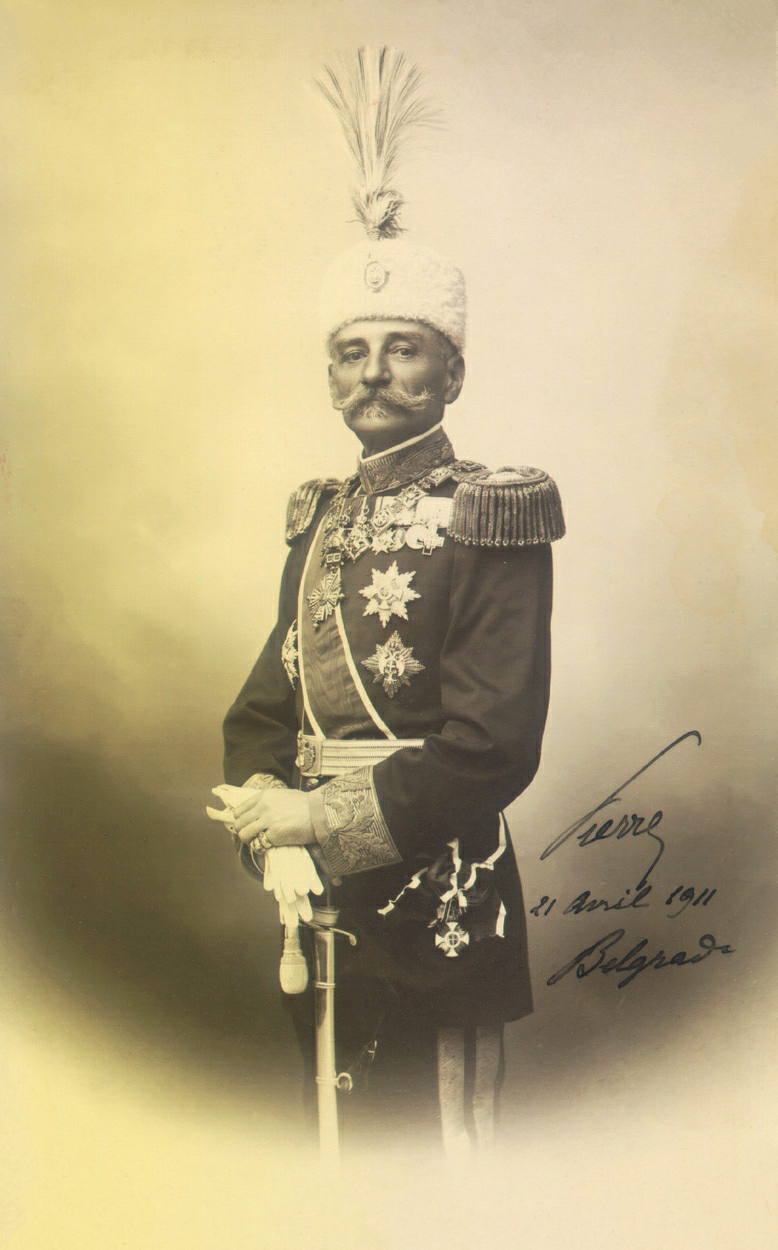
Pierre Ier de Serbie

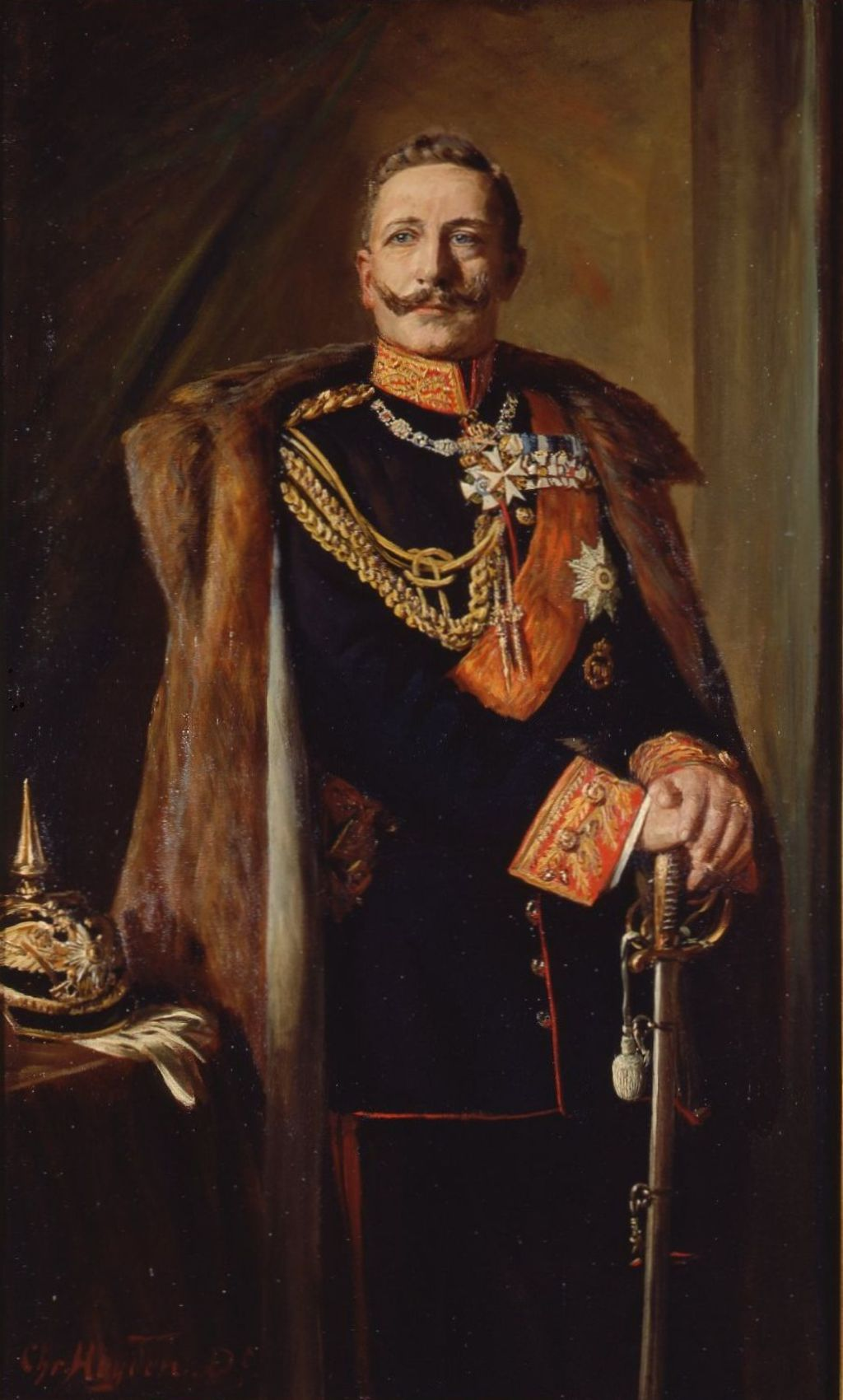
Guillaume II (empereur allemand)
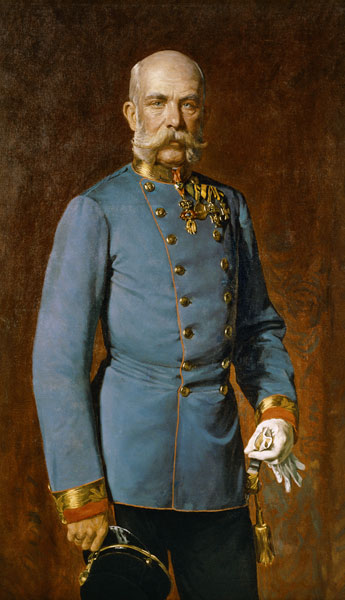
François-Joseph Ier d'Autriche

### Front occidental
- 5 - 16 août : bataille de Liège.
- 8 août :

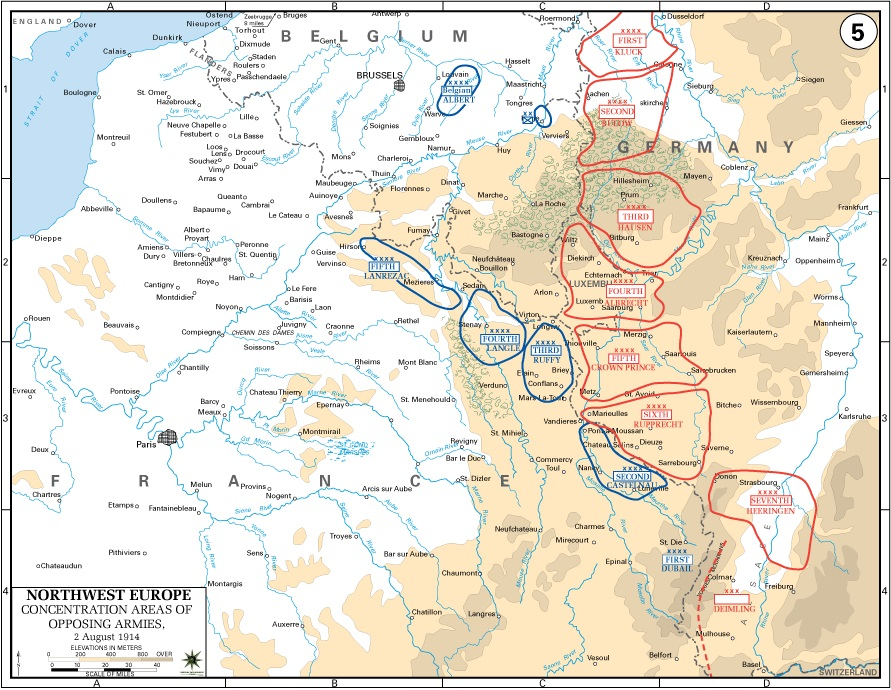
Situation militaire le 2 août à la veille du déclenchement des hostilités.

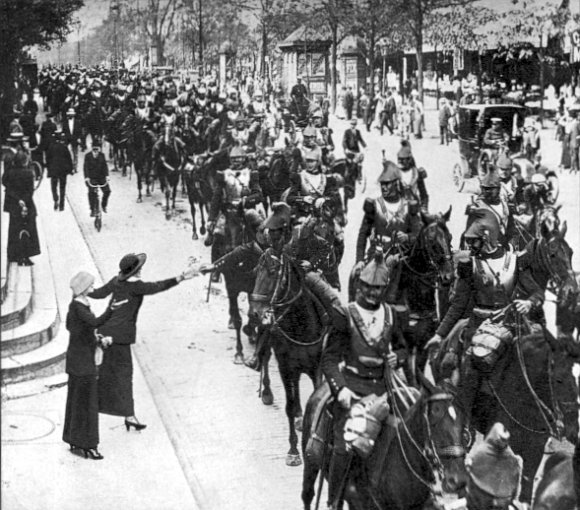
Cuirassiers français quittant Paris début août 1914.

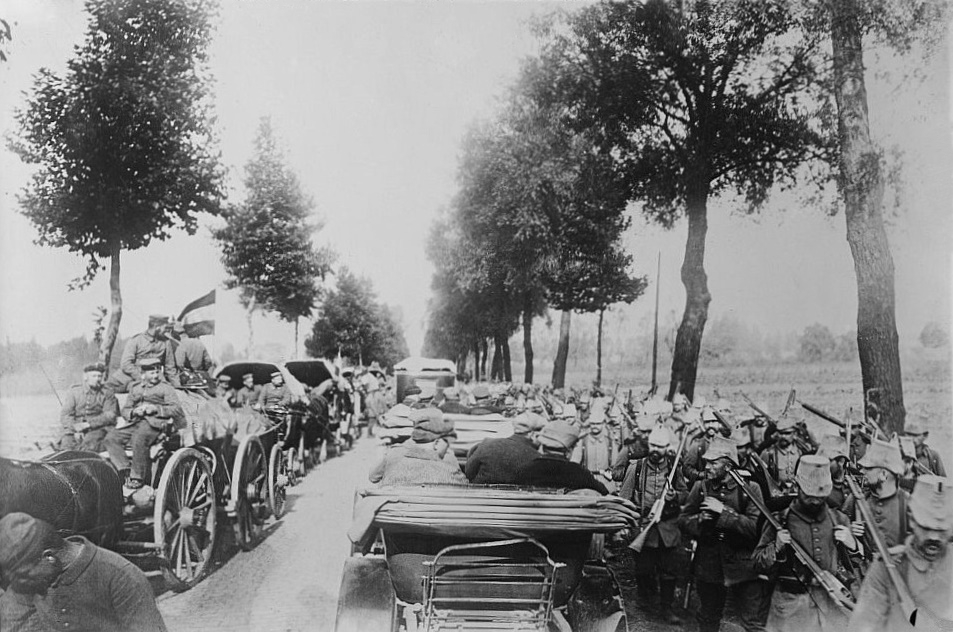
Colonnes allemandes en Belgique. À droite, une colonne de chasseurs à pied identifiables à leur shakos caractéristiques.

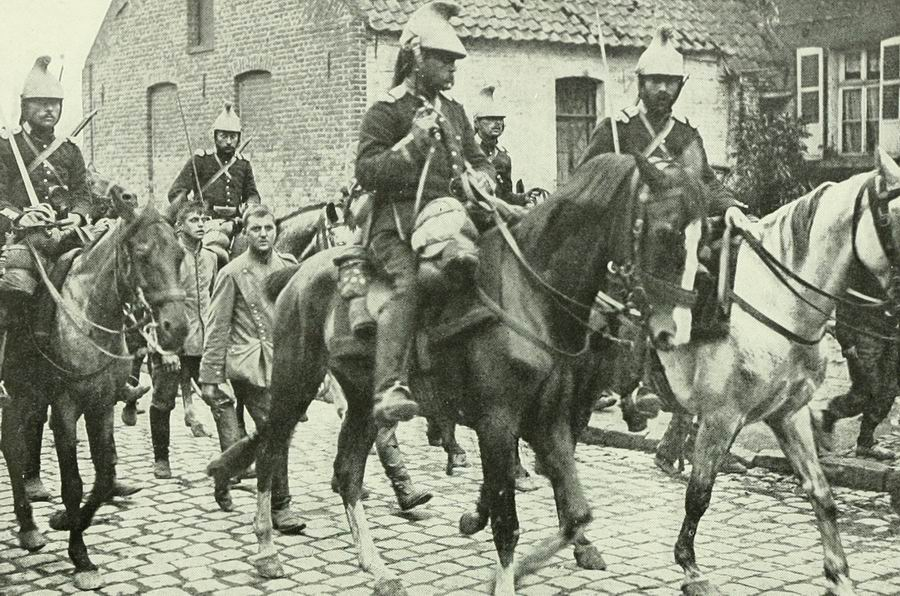
Dragons français ramenant des prisonniers allemands

  - Les troupes françaises entrent à Mulhouse, qui tombe aux mains des Allemands deux jours plus tard.
  - Lois sur la défense du royaume (DORA, Defence of the Realm Act) en Grande-Bretagne: couvre-feu, censure de la presse, jugement par des cours martiales des civils suspectés d’intelligence avec l’ennemi. Elles s’étendront par la suite aux horaires d’ouverture des pubs et au rationnement.
- 10 - 28 août : bataille des Frontières.
- 15 août :
  - Création de l’Office des matières premières de guerre en Allemagne, que dirigera Walther Rathenau, président de l’AEG.
- 16 août :
  - Prise de Liège par les Allemands.
- 19 août :
  - Les troupes Allemandes entrent à Bruxelles.
  - Échec de la percée française en Lorraine (19-20 août). Les IIIe et IVe armées se replient derrière la Meuse.
- 20 août :
  - Capitulation de Namur. L’armée belge se replie sur Anvers.
- 21 août :
  - Après leur débarquement dans les ports français, les troupes britanniques, transitant par Maubeuge, prennent la direction de Mons en Belgique. Elles se déploient le long du Canal Nimy-Blaton-Péronnes et du Canal du Centre.
- 22 août :

Le 22 août 1914 est le jour le plus meurtrier de l'Histoire de France : 27 000 soldats français sont tués pendant cette seule journée dans les Ardennes belges (quatre fois plus qu'à Waterloo, dont près de la moitié à Rossignol.
- Belgique : Bataille de Rossignol et massacre de Tamines.

- 23 août : 
  - Bataille de Mons, ou bataille des Anges de Mons, premier engagement de la British Expeditionnary Force. Six Victoria Cross seront décernées à l'issue de la bataille.
  - La France perd la bataille des Frontières. Retraite de la Marne.
- 24 août :
  - Victoire défensive française à la bataille de la trouée de Charmes (fin le 26 août).
- 25 août : repli des Alliés sur le Grand-Couronné de Nancy. Batailles de Charleroi. Les Alliés doivent se replier.
- 26 août :
  - Retraite réussie des Alliés à la bataille du Cateau.
- 29 août - 2 septembre : 
  - Bataille de Guise.
- 31 août :
  - Les troupes franco-britanniques franchissent la Marne. Les Allemands entrent à Senlis.

### Front d'Europe orientale, de Russie et des Balkans
- 2 août[2] :

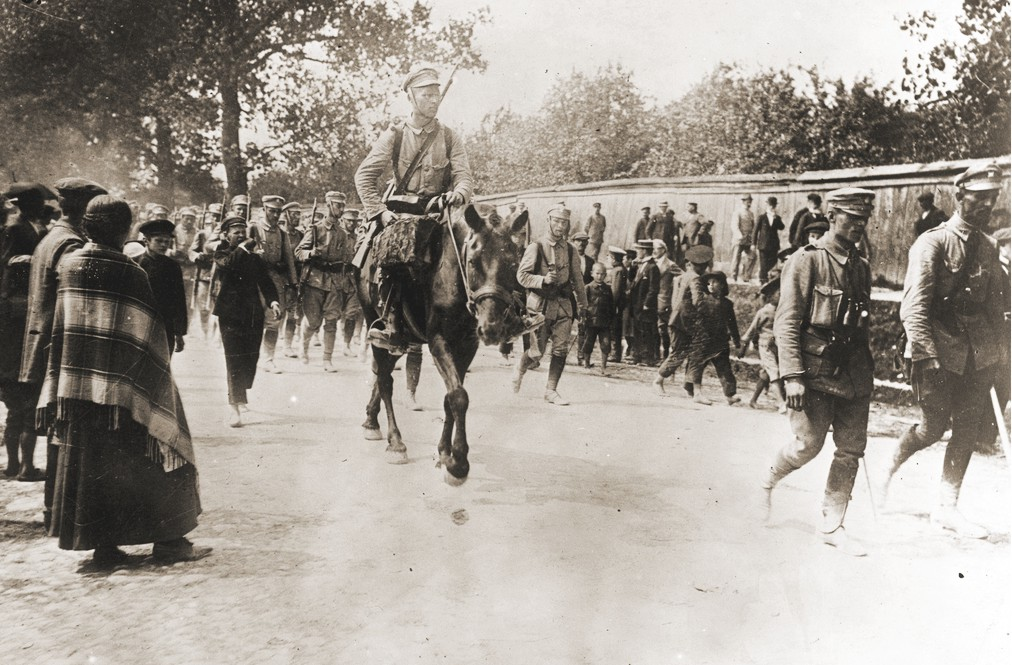
Soldats polonais à Kielce le 12 août 1914.

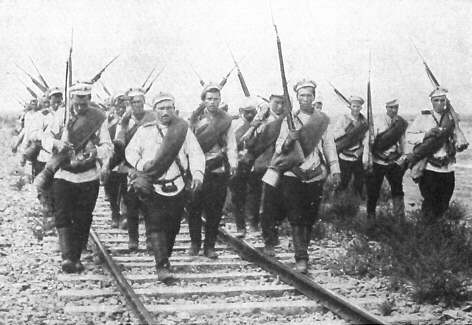
Troupes russes en tenue d'été en août 1914.

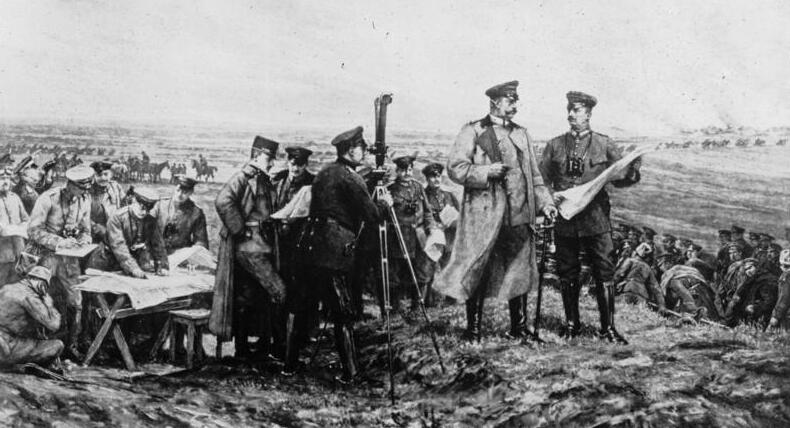
Le Generalfeldmarschall Paul von Hindenburg à la bataille de Tannenberg.

  - Entrée des Allemands en Pologne: occupation de Kalisz, Częstochowa et Będzin.
  - Entrée des Russes en province de Prusse-Orientale
- 3 août :
  - Accrochages entre Russes et Allemands à Libau
  - Le grand-duc Nicolas est nommé généralissime des armées russes
- 6 août :
  - Obrenovac, en Serbie, est attaquée sans succès par les Autrichiens
- 7 août[3] :
  - Les Russes pénètrent en force en province de Prusse-Orientale
  - Dans les Balkans, les troupes serbes entrent en Bosnie
- 8 août :
  - Union Sacrée en Russie : la Douma vote les crédits de guerre. Division des socialistes (ralliement à l’Union Sacrée, internationalisme, défaitisme).
- 10 août :
  - Les troupes russes menacent Tilsit.
  - Les troupes autrichiennes, sous le commandement du général Viktor von Dankl entrent en Pologne et marchent sur Lublin et Kielce.
- 12 août : 
  - Mobilisation générale en Russie.
  - Pologne : Kielce est prise par les forces de Józef Piłsudski, commandant des troupes polonaises de l'armée austro-hongroise.
- 17 août :
  - Offensive russe en Prusse orientale. Victoire allemande à la bataille de Stalluponen.
- 20 août :
  - Echecs autrichiens sur le front russe à Gumbinnen face aux troupes de Rennenkampf.
- 22 août :
  - Pologne : le socialiste polonais Józef Piłsudski organise et prend la tête des légions de volontaires polonais qui combattront aux côtés des Austro-Hongrois.
- 23 - 25 août : bataille de Krasnik en Galicie. La Ire armée austro-hongroise signe une première victoire de l'Autriche-Hongrie durant le conflit par la mise en déroute la IVe armée russe.
- 24 août : 
  - Échecs autrichiens de Conrad von Hötzendorf face au royaume de Serbie au Cer.
- 26 août : 
  - À Tannenberg, les Allemands stoppent les offensives russes (fin le 31 août).
  - Victoire russe sur l'Autriche à la bataille de Lemberg en Galicie (fin le 11 septembre).

### Afrique, Asie, Pacifique
Afrique
- 3 août :

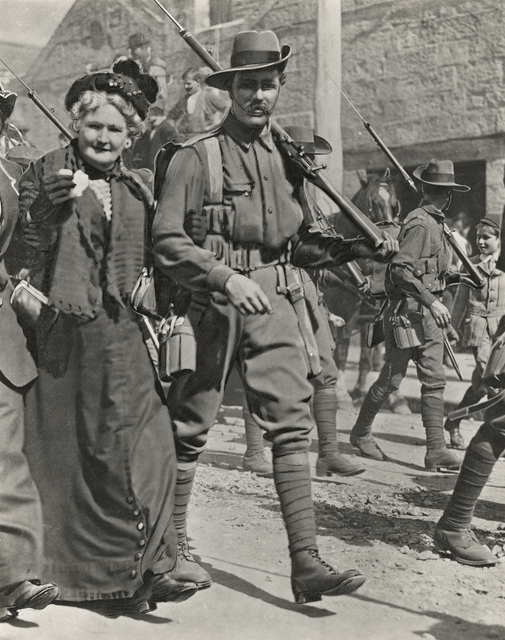
Départ des soldats australiens.

  - Campagne du Kamerun (fin en février 1916). Britanniques, Français et Belges encerclent le territoire allemand et installent un blocus maritime.
- 22 août
  - Victoire franco-britannique à la bataille de Chra (en).
- 26 août :
  - Reddition du Togo allemand. Le gouverneur du Togo, Hans Georg von Doering, envoie des télégrammes à ses homologues du Dahomey, de la Gold Coast et de l’AOF pour leur proposer la neutralisation du Togo. Ceux-ci refusent, et les troupes de l’Entente envahissent le Togo. Les troupes allemandes, prises en étau, se concentrent autour de Kamina pour y défendre la station de radio qui permet les communications avec l’extérieur. Elles préfèrent faire sauter le poste plutôt que de le laisser aux Alliés. Le 26 août, le Togo tout entier se rend. Français et Britanniques se partagent le territoire.

Asie
- 15 août :
  - L'empire du Japon envoie un ultimatum à l’Empire allemand : le territoire à bail de Jiaozhou doit être restitué à la Chine avant le 15 septembre.
- 23 août : 
  - L'empire du Japon déclare la guerre à l’Empire allemand. Dès le 27 août, l’escadre japonaise de l’amiral Kato Sadakichi bloque les environs de Tsingtao

### Guerre navale
- 16 août :

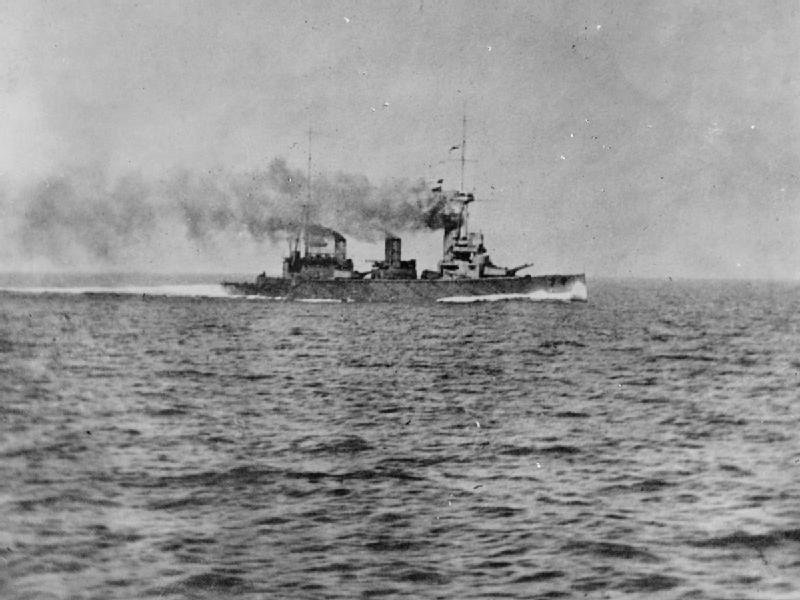
Le vaisseau britannique HMS New Zealand à la bataille d'Heligoland.

  - Combat d'Antivari en mer Adriatique.
- 26 août :
  - Combat de l'île d'Odensholm.
- 28 août :
  - Victoire de la Royal Navy britannique à la bataille navale de Heligoland.

### Campagne de l'armée belge

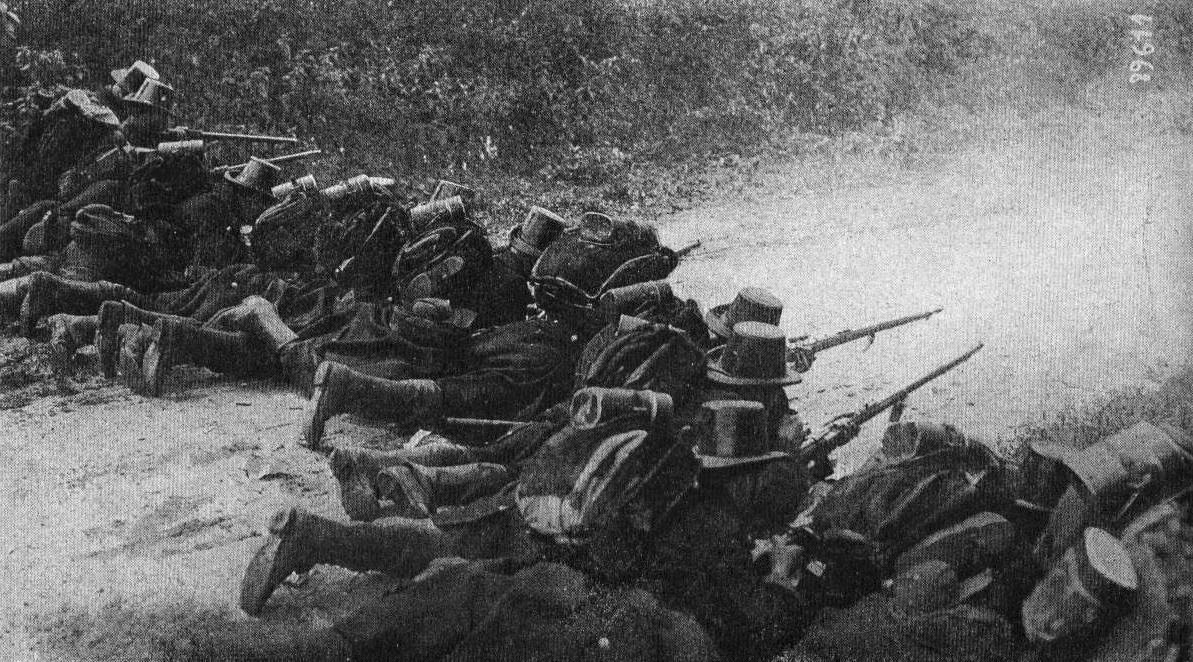
Soldats belges au combat pendant la Bataille de Liège.

## Front occidental

### Engagement de laBritish Expeditionnary Force

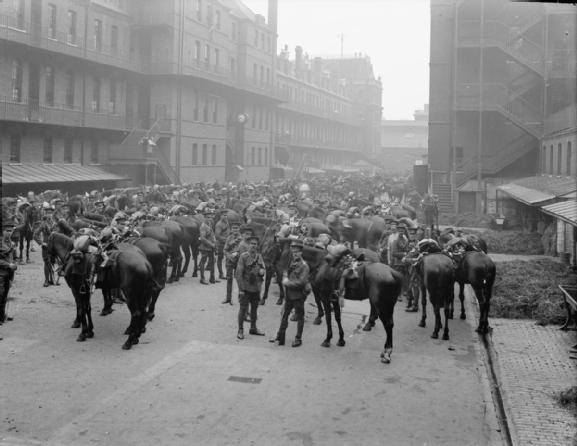
Les Life Guards britanniques se préparant pour leur départ vers la France

Dès le 2 août, le Royaume-Uni réaffirme sa volonté de défendre la neutralité de la Belgique en cas de « violation substantielle » de son territoire mais il n'est toutefois pas encore question d'envoyer des troupes sur le continent, le Parliament étant réticent à cette idée.

### Invasion de la France
Bataille des Frontières

### Crimes de guerre allemands
Belgique
France

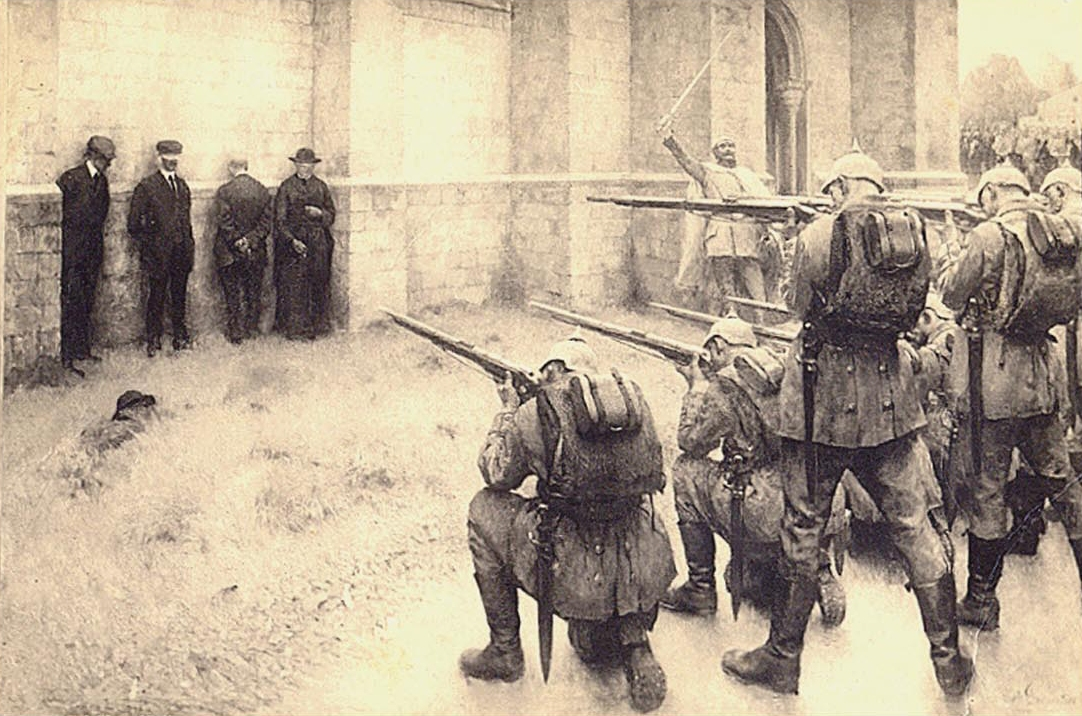
L'exécution des notables de Blégny, Évariste Carpentier.

- Bombardement de Paris et de sa banlieue par des avions

## Personnalités tombées au combat en août 1914

### Personnalités militaires
- le caporal Jules-André Peugeot est tué à Joncherey le 2 août. Ce sera le premier militaire français mort pour la Patrie en août 1914.
- Le sous-lieutenant Albert Mayer, qui abattit le caporal Peugeot, sera lui aussi tué pendant l'accrochage, étant ainsi le premier mort allemand du conflit.
- Le lancier Antoine-Adolphe Fonck est la première victime militaire belge de la Première Guerre mondiale, tombé à Thimister 4 août 1914.
- Le Private John Henry Parr, tombé à Obourg en Belgique le 21 août 1914 (à 17 ans), est présumé être le premier soldat britannique tué par l'ennemi au début de la « Grand Guerre ».